# 전하 켤레 대칭
양자장론에서 전하 켤레 대칭(charge conjugation symmetry) 또는 C-대칭(C-symmetry)은 입자를 같은 스핀을 가지는 반입자로 바꾸는 대칭이다.

## 정의
전하 켤레 대칭 연산자 {\displaystyle C}는 주어진 입자를 그 반입자로 바꾸는 유니터리 연산자이다. 만약 입자가 스핀을 가질 경우 (스피너나 벡터 입자의 경우), 통상적으로 그 스핀을 보존하게 정의한다. 이는 {\displaystyle C^{2}=1}을 만족한다.
예를 들어, 스칼라장 {\displaystyle \phi (x)}의 경우,
{\displaystyle C\phi C^{-1}=\phi ^{*}}
이며, 4차원 디랙 스피너
{\displaystyle \Psi ={\binom {\xi _{a}}{\chi ^{\dagger {\dot {a}}}}}}
의 경우
{\displaystyle C\psi C^{-1}={\binom {\xi _{a}}{\chi ^{\dagger {\dot {a}}}}}}
이다. 이는
{\displaystyle C\gamma ^{\mu }C^{-1}=-(\gamma ^{\mu })^{T}}
을 만족한다.
실수 스칼라장 또는 마요라나 스피너장의 경우, 스스로의 반입자이므로 {\displaystyle CXC^{-1}=X}이다.
전자기 퍼텐셜 {\displaystyle A^{\mu }(x)}의 경우
{\displaystyle CA^{\mu }C^{-1}=-A^{\mu }}
이다. 따라서 전기장과 자기장도 전하 켤레 대칭에 따라서 {\displaystyle \mathbf {E} \mapsto -\mathbf {E} }, {\displaystyle \mathbf {B} \mapsto -\mathbf {B} }로 변환한다. 이는 입자를 반입자로 바꾸면 그 전하가 반대가 되므로, 전하에 비례하여 작용하는 전자기장도 마찬가지로 그 방향을 바꾸어야 하기 때문이다. 이에 따라 양자전기역학의 작용
{\displaystyle S=\int \psi \gamma \cdot (\partial -qA){\bar {\psi }}\,d^{4}x}
이 (부분적분을 통하여) 전하 켤레 대칭에 따라 불변임을 알 수 있다. 보다 일반적으로, 게이지 이론의 퍼텐셜도 마찬가지로 전하 켤레 대칭 아래 부호가 바뀐다.

## 참고 문헌
- Sozzi, M.S. (2008). 《Discrete symmetries and CP violation》. Oxford University Press. ISBN 978-0-19-929666-8.

## 같이 보기
- 반물질
- 반입자